# 20 Dywizja Pancerna (ZSRR)
20 Dywizja Pancerna (ros. 20-я танковая дивизия) – radziecka dywizja pancerna z  okresu II wojny światowej.

## Historia
Dywizja została sformowana w lipcu 1940 roku w ramach tworzonego 9 Korpusu Zmechanizowanego w Kijowskim Specjalnym Okręgu Wojskowym, stacjonowała w Szepietowce.
W chwili ataku Niemiec na ZSRR posiadała zaledwie 36 czołgów (25 – BT-5, 5 – BT-7 i 6 – T-26) i wieczorem 22 czerwca 1941 rozpoczęła marsz w kierunku Łucka. Wchodziła w skład 9 Korpusu Zmechanizowanego w  10 Armii Frontu Zachodniego.
W dniu 24 czerwca w Klewaniu zaatakowała niemiecką 13 Dywizję Piechoty (zmotoryzowanej) i w czasie tych walk straciła wszystkie czołgi, wypierając jednak wojska niemieckie z miasta.
26 czerwca wzięła udział w kontrnatarciu w rejonie Dubna w ramach 9 Korpusu Zmechanizowanego przeciwko wojskom 13 Dywizji Pancernej i 299 Dywizji Piechoty. W związku z zagrożeniem otoczenia wycofała się w kierunku Klewania. Do 30 czerwca broniła się przed atakami 14 Dywizji Pancernej i 25 Dywizji Piechoty (zmot.) najpierw na linii rzeki Horyń, a następnie miasta Klewań.
W dniach 10 – 14 lipca 1941 roku wzięła udział w kontrnatarciu w kierunku na Nowogród Wołyński, a następnie do 6 sierpnia broni rejonu umocnionego Korosteńskiego, nie posiadała już czołgów i liczyła tylko 2000 żołnierzy. Do końca sierpnia broniła linii obrony w północnej części Czernihowa.
W dniu 9 września 1941 roku z uwagi na znaczne straty w ludziach i sprzęcie została rozformowana.

## Dowódcy
- płk Michaił Katukow[1] (1940 – 1941)
- płk Wasilij Czerniew (czerwiec 1940) p.o. w czasie choroby M. Katukowa

## Skład
- 39 pułk czołgów (39 танковый полк)
- 40 pułk czołgów (40 танковый полк)
- 20 pułk piechoty zmotoryzowanej (20 мотострелковый полк)
- 20 pułk artylerii haubic (20 гаубичный артиллерийский полк)
- 20 batalion rozpoznawczy (20 разведывательный батальон)
- 20 samodzielny dywizjon artylerii przeciwlotniczej (20 отдельный зенитно-артиллерийскиий дивизион)
- 20 samodzielny batalion łączności (20 отдельный батальон связи)
- 20 batalion pontonowo – mostowy (20 понтонно-мостовой батальон)
- 20 batalion transportowy (20 автотранспортный батальон)
- 20 batalion remontowy (20 ремонтно-восстановительный батальон)